# Янсе ван Ренсбург, Рейнардт
Рейнардт Янсе ван Ренсбург (англ. Reinardt Janse van Rensburg, род. 3 февраля 1989 в Виргинии, Фри-Стейт, ЮАР) — южноафриканский профессиональный шоссейный велогонщик. Многократный призёр чемпионата Африки и чемпион ЮАР 2012 года в индивидуальной гонке на время.

## Достижения
2008
- 3-й на Pick n Pay Амашовашова Классик

2009
- Чемпионат Африки — 2-е место в индивидуальной гонке на время

2010
- Чемпионат Африки — 2-е место в индивидуальной гонке на время
- Тур Руанды — этап 1

2011
- Чемпионат Африки — 3-е место в индивидуальной гонке на время
- Тур Марокко — этап 2
- Херальд Сан Тур — этап 2

2012
- Чемпионат ЮАР
  -  Чемпион в индивидуальной гонке на время
  -  групповая гонка — 2-е место
- Тур Марокко — этапы 1, 5, 6, 8 и генеральная классификация
- Тур Бретани — этап 4 и генеральная классификация
- Тур Оверэйссел — пролог и генеральная классификация
- Круг Валлонии — этап 2 и генеральная классификация
- Тур Зеландии
- Вольта Португалии — пролог, этап 10 и очковая классификация
- Кейп Аргус Рейс
- 94.7 Челлендж
- UCI Africa Tour — 3-е место в общем зачёте

2013
- Бенш — Шиме — Бенш

2015
- Чемпионат ЮАР
  -  индивидуальная гонка на время — 2-е место
  -  групповая гонка — 3-е место
- Чемпионат Африки — 3-е место в индивидуальной гонке на время

2016
- 1-й  — Тур Лангкави

## Статистика выступлений наГранд Турах
| Гонка   | 2013 |
| ------- | ---- |
| Джиро   | –    |
| Тур     | –    |
| Вуэльта | 98   |